# 7102 Нілбоун
7102 Нілбоун (7102 Neilbone) — астероїд головного поясу, відкритий 12 липня 1936 року.
Тіссеранів параметр щодо Юпітера — 3,098.